# Mesotype parallelolineata
Mesotype parallelolineata là một loài bướm đêm trong họ Geometridae.